# Rüsselsheim

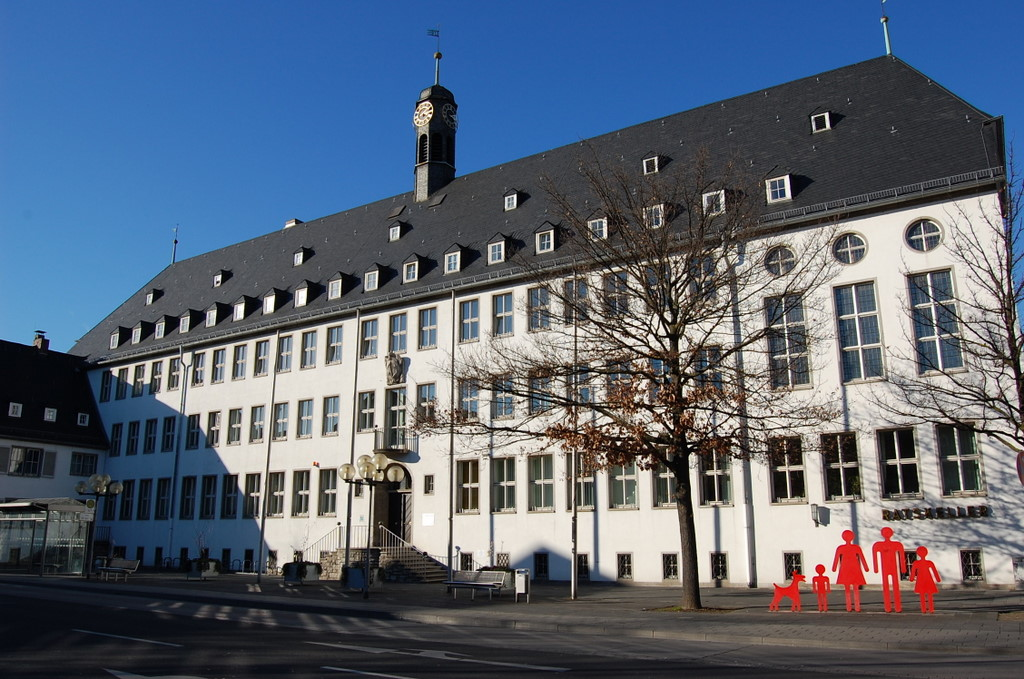
Ajuntament de Rüsselsheim.

Rüsselsheim és una localitat alemanya a prop de Frankfurt del Main (Hesse).
Rüsselsheim té 59.604 habitants (finals del 2008) el que li fa ser la localitat més important del districte de Groß-Gerau.
La localitat està situada a la vora del Main a pocs quilòmetres de la seva unió amb el Rin a Magúncia.
La localitat té notorietat internacional, ja que l'empresa automobilística Opel té la seu social a la ciutat, on s'ubica també el centre de disseny i desenvolupament de vehicles per a la gamma de General Motors Europa, a més d'una planta de producció, que donen feina a aprox. 10.000 persones, on actualment es fabrica l'Opel Insígnia.

## Història
Rüsselsheim va ser fundat pel Comtes de Katzenelnbogen.
El nom de la localitat ha evolucionat amb el temps:
- 764/5 Rucile (n) sheim
- abans 1130 Ruozcelenesheim
- 1336 Ruzelnsheim
- 1275 Ruozelsheim
- 1640 Ruselsem
- 1840 Rüsselsheim

El 1435 el comte Jean IV de Katzenelnbogen va ser el primer viticultor conegut de Riesling. Va construir un palau a Rüsselsheim i va engrandir la vinya existent. En l'Edat Mitjana el castell estava envoltada de vinyes. La viticultura es va paralitzar després de la Primera Guerra Mundial, però el 1980 el llavors alcalde (Dr Storsberg) va inaugurar una nova vinya en honor de la casa del Riesling.
Rüsselsheim s'ha expandit gràcies a la incorporació de diversos llogarets:
- 1 abril 1951: Haßloch (llavors amb 737 habitants)
- 1 juliol 1956: Königstädten (llavors amb 2.537 habitants)
- 1 maig 1970: Bauschheim (llavors amb 2.874 habitants)

## Política

### Alcaldes
- 1954 - 1965 Dr Walter Köbel,  SPD
- 1966 - 1981 Karl-Heinz Storsberg, SPD
- 1981 - 1994 Norbert Winterstein, SPD
- 1994 - 1999 Ottilia Geschka,  CDU
- 2000 - 2011 Stefan Gieltowski, SPD
- 2012 - 2017 Patrick Burghardt, CDU
- 2018 - actualitat: Udo Bausch, Candidat independent[2]

### Ciutats agermanades
Des de 1961 Rüsselsheim participa en un programa internacional d'intercanvi cultural i esportiu de quatre partits europeus.
- Évreux, França
- Rugby, Regne Unit
- Varkaus, Finlàndia
- Kecskemét, Hongria

Cadascuna de les ciutats participants dona nom a una de les artèries principals de Rüsselsheim.